# بيلي لي تورنر
بيلي لي تورنر (بالإنجليزية: Billie Lee Turner)‏ هو عالم نبات أمريكي، ولد في 1925.